# Lovington (Nou Mèxic)
Lovington és una població dels Estats Units i seu del comtat de Lea a l'estat de Nou Mèxic. Segons el cens del 2000 tenia 9.471 habitants.

## Demografia
Segons el cens del 2000, Lovington tenia 9.471 habitants, 3.297 habitatges, i 2.459 famílies. La densitat de població era de 766,6 habitants per km².
Dels 3.297 habitatges en un 41,6% hi vivien nens de menys de 18 anys, en un 57% hi vivien parelles casades, en un 13% dones solteres, i en un 25,4% no eren unitats familiars. En el 22,8% dels habitatges hi vivien persones soles l'11,5% de les quals corresponia a persones de 65 anys o més que vivien soles. El nombre mitjà de persones vivint en cada habitatge era de 2,8 i el nombre mitjà de persones que vivien en cada família era de 3,29.
Per edats la població es repartia de la següent manera: un 31,8% tenia menys de 18 anys, un 10,9% entre 18 i 24, un 25,8% entre 25 i 44, un 18,8% de 45 a 60 i un 12,6% 65 anys o més.
L'edat mediana era de 31 anys. Per cada 100 dones de 18 o més anys hi havia 94,3 homes.
La renda mediana per habitatge era de 26.458 $ i la renda mediana per família de 30.064 $. Els homes tenien una renda mediana de 28.547 $ mentre que les dones 19.826 $. La renda per capita de la població era de 12.752 $. Aproximadament el 20,1% de les famílies i el 22,1% de la població estaven per davall del llindar de pobresa.

## Poblacions més properes
El següent diagrama mostra les poblacions més properes.